# Lake Alma n.º 8
Lake Alma n.º 8 es un municipio rural canadiense situado en la provincia de Saskatchewan.

## Superficie
Lake Alma n.º 8 tiene una superficie de 785,5 km².

## Demografía
En 2021, tenía 269 habitantes, una densidad poblacional de 0,3 hab./km², y 142 viviendas.